# Krauthausen
Krauthausen là một đô thị trong huyện Wartburg ở bang Thüringen, Đức. Đô thị này có diện tích 18,48 km².